# Sebastiania
Genre
Sebastiania est un genre de plantes à fleurs de la famille des Euphorbiaceae dont les espèces sont originaires d'Amérique.
Les plantes portant le nom de « pois sauteurs » sont deux espèces d'Euphorbiacées appartenant au genre Sebastiania (S. pavoniana ou S. palmeri). Elles trouvent leur origine dans les montagnes des États de Sonora, Sinaloa, et Chihuahua, dans une aire d'environ 50 × 100 km, au nord-ouest du Mexique.

## Liste des espèces
On recense une soixantaine d'espèces:
- Sebastiania argutidens Pax & K.Hoffm.
- Sebastiania bahiensis (Müll.Arg.) Müll.Arg.
- Sebastiania bicalcarata (Müll.Arg.) Pax
- Sebastiania brasiliensis Spreng.
- Sebastiania brevifolia (Müll.Arg.) Müll.Arg.
- Sebastiania catingae Ule
- Sebastiania chaetodonta Müll.Arg.
- Sebastiania chahalana Lundell
- Sebastiania chiapensis Lundell
- Sebastiania cruenta (Standl. & Steyerm.) Miranda
- Sebastiania daphniphylla (Baill.) Müll.Arg.
- Sebastiania dimorphocalyx Müll.Arg.
- Sebastiania echinocarpa Müll.Arg.
- Sebastiania eglandulata (Vell.) Pax
- Sebastiania glabrescens Pax & K.Hoffm.
- Sebastiania glandulosa (Sw.) Müll.Arg.
- Sebastiania gracilis Pax & K.Hoffm.
- Sebastiania haploclada Briq.
- Sebastiania heteroica Müll.Arg.
- Sebastiania hexaptera Urb.
- Sebastiania hintonii Lundell
- Sebastiania integra (Fawc. & Rendle) A.L.Melo & M.F.Sales
- Sebastiania jacobinensis (Müll.Arg.) Müll.Arg.
- Sebastiania jaliscensis McVaugh
- Sebastiania klotzschiana (Müll.Arg.) Müll.Arg.
- Sebastiania larensis Croizat & Tamayo
- Sebastiania laureola (Baill.) Müll.Arg.
- Sebastiania leptopoda Lundell
- Sebastiania longispicata Pax & K.Hoffm.
- Sebastiania macrocarpa Müll.Arg.
- Sebastiania mosenii Pax & K.Hoffm.
- Sebastiania obtusifolia Pax & K.Hoffm.
- Sebastiania pachyphylla Pax & K.Hoffm.
- Sebastiania pachystachya (Klotzsch) Müll.Arg.
- Sebastiania panamensis G.L.Webster
- Sebastiania pavoniana (Müll.Arg.) Müll.Arg.
- Sebastiania picardae Urb.
- Sebastiania potamophila (Müll.Arg.) Pax
- Sebastiania pteroclada (Müll.Arg.) Müll.Arg.
- Sebastiania pubescens Pax & K.Hoffm.
- Sebastiania pubiflora Lundell
- Sebastiania pusilla Croizat
- Sebastiania ramulosa Pax & K.Hoffm.
- Sebastiania rhombifolia Müll.Arg.
- Sebastiania riedelii Müll.Arg.
- Sebastiania rigida (Müll.Arg.) Müll.Arg.
- Sebastiania riparia Schrad.
- Sebastiania rotundifolia Pax & K.Hoffm.
- Sebastiania rupicola Pax & K.Hoffm.
- Sebastiania schottiana (Müll.Arg.) Müll.Arg.
- Sebastiania serrata (Baill. ex Müll.Arg.) Müll.Arg.
- Sebastiania subsessilis (Müll.Arg.) Pax
- Sebastiania subulata (Müll.Arg.) Pax
- Sebastiania trichogyne Pax & K.Hoffm.
- Sebastiania trinervia (Müll.Arg.) Müll.Arg.
- Sebastiania venezolana Pax & K.Hoffm.
- Sebastiania vestita Müll.Arg.
- Sebastiania warmingii (Müll.Arg.) Pax
- Sebastiania weddelliana (Baill.) Müll.Arg.
- Sebastiania ypanemensis (Müll.Arg.) Müll.Arg.

## Publication originale
- Kurt Sprengel, Neue Entd no 2, 1821, p. 118.